# Tel Kada
Tel Kada (hebrejsky: תל קדה) je hora o nadmořské výšce 507 metrů v severním Izraeli, v Horní Galileji.
Nachází se cca 2 kilometry západně od města Ma'alot-Taršicha, nedaleko jižního okraje města Mi'ilja. Má podobu zalesněného kužele. Podél jeho jižní strany se zařezává údolí vádí Nachal Ga'aton, u kterého tu stojí také jeskyně Ma'arat Ga'aton (מערת געתון). Na protější straně údolí pak stojí pahorek Tel Marva. Východně od kopce se nachází další pahorek - Har Eger. Během války za nezávislost v roce 1948 bylo okolí tehdy zcela arabské vesnice Taršicha místem bojů mezi izraelskými a arabskými silami. Pahorek Tel Kada byl dobyt Izraelci během Operace Chiram v říjnu 1948.